# 朝倉宗滴
朝倉宗滴/朝倉教景（1477年—1555年9月23日），日本戰國時代越前朝倉氏大名·朝倉敏景八男，朝倉氏景幺弟。妻子是敦賀郡司·朝倉景冬（敏景弟）之女。別名「太郎左衛門尉」，出家名「宗滴」被後世稱為「越前軍神・朝倉之九頭龍」。歷仕貞景(姪)、孝景(姪孫)、義景(曾姪孫)的朝倉氏三代重臣。官位「敦賀郡司」。養子為朝倉景紀（貞景四男）。其著名成就乃為朝倉氏在越前穩固領國以及著有《朝倉宗滴話記》。1555年在一乘谷病逝。有一子通稱蒲庵古溪，為安土桃山時代臨濟宗僧侶，法號大慈應照禪師。

## 生涯

### 幼年
1477年出生，是朝倉氏第七代當主敏景八男。幼名小太郎。父親於1481年病逝。
原預定繼承下代當主，但因為當時年僅四歲尚處年幼緣故，而由兄長氏景繼承。雖然當主由兄長氏景繼承，但成年後很多軍政的工作由宗滴負責。

### 早年
文龜3年，1503年，敦賀城主朝倉景豐（景冬之子）謀反，景豐的妹妹要求宗滴支持景豐。結果拒絕，在龍興寺出家。後來將景豐的謀反意圖向朝倉貞景告密，景豐自殺身亡。事後因公擔任金崎城主並就任敦賀郡司。負責朝倉氏的軍務。

### 一向宗的入侵
統治加賀的一向宗為了擴大勢力，打算出兵攻打越前。時任室町幕府管領的細川政元與本願寺有親密關係，要求本願寺向反細川派的朝倉氏及北陸諸大名進攻。1506年（永正3年）3月，一向宗本泉寺住持蓮悟發出爭討越中國長尾氏及能登國畠山氏的檄文，6月，戰火延燒到越前國。7月，加賀、越中、能登等地的一向宗門徒蜂擁而起，聯合越前甲斐氏的牢人眾向越前侵略。朝倉軍由宗滴擔任總大將，連同其他門徒組成軍隊對峙，兩軍在九頭龍川交手，當時一向宗號稱有30萬大軍，最後宗滴在中之鄉會戰中，率領1萬1千兵擊退一向宗大軍。

### 軍奉行
1517年（永正14年）銜幕府之命協助若狹守護武田氏，向若狹、丹後兩國出兵。鎮壓若狹逸見氏與丹後守護代延永氏的叛亂。
1525年介入近江國內亂，協助淺井亮政跟六角定賴作戰，雙方一度僵持不下，所幸六角家臣伊庭贞说、九里伊贺守反叛，朝倉宗滴趁機進行淺井氏和六角氏雙方的調停，小谷城交還給六角方支持的京極家，淺井亮政退往美濃國，朝倉、淺井二家從此成為穩固盟友。朝倉宗滴跟淺井亮政一度在多艺、不破等郡亂取，遭受土岐赖艺反擊，朝仓、浅井军为避开土岐军的锐气，最终引兵退走。
1527年，朝仓孝景應流亡于近江的幕府将军足利义晴和幕府管领细川高国之请，派遣朝仓宗滴率军上洛，与细川晴元、三好元长军交战並獲勝利。1527年將敦賀郡司交給養子朝倉景紀，宗滴仍執行軍奉行。後於1528年自京都撤退，原因可能是與細川高國交惡。
1531年，加賀國內亂，與能登畠山氏共同出兵，但在到達手取川之前，因能登軍壞滅而撤退。
1542年、1552年齋藤道三兩次流放土岐賴藝，奪取美濃國以後，土岐賴藝曾逃亡至尾張國向織田信秀來求助。由於土岐賴藝是朝倉宗滴的外甥，因此織田信秀和朝倉宗滴於1544年（天文十二年）結盟對付齋藤道三，在稻葉山城下擊破齋藤道三軍，並且聯手攻陷大垣城。但是，織田信秀收军撤退時遭到齋藤道三出兵襲擊而潰敗，朝倉宗滴亦被波及。
1548年，擔任宗家當主義景的輔佐役，1552年，義景向出羽國大寶寺氏購入寶馬，留下宗滴與越後國色部氏針對價金商議的文書。

### 晚年
晚年，宗滴在《朝倉宗滴話記》預測織田信長將會崛起，當時信長仍然是尾張國的小大名，仍未受到注意。1555年，應長尾景虎討伐加賀一向一揆的邀請出兵加賀國，7月23日當日進攻南鄉、津葉、千足3城，均當日攻陷。7月24日於江沼郡放火，並在大聖寺附近的敷地山駐紮，打算進行持久戰。但8月時，一向一揆向朝倉軍反擊，雙方互有勝負。 後來宗滴於陣中病倒，由朝倉景隆改任總大將率軍回到一乘谷。宗滴於9月8日病故，法名「月光院殿照葉宗滴大居士」。

## 人物
他是名茶器九十九髪茄子其中一名擁有者。
在九頭龍川之戰制敵機先展開奇襲，由於這戰的活躍，後世稱他為「朝倉的九頭龍」。

## 子嗣

### 實子
蒲庵古溪
生歿年份在天文元年（1532年）- 慶長2年1月17日（1597年3月5日）。
俗姓朝倉，別名古溪宗陳（こけい そうちん），廢嫡後出家成為臨濟宗禪師，法號大慈應照禪師。

### 養嗣子
朝倉景紀
朝倉貞景四男，朝倉孝景之弟，敦賀郡司，過繼給宗滴為養子，繼嗣宗滴系家主。
朝倉景垙
景紀長子，名字記為「景垙」。永祿7年（1564年）參與加賀與一揆侵攻作戰失敗時，被主君·義景下令為擔起敗戰責任自盡。
他的死去，是造成朝倉氏內部家臣之間的矛盾對立、步向勢力滅亡的遠因。
朝倉景恆
景紀次子，原本出家為僧，景垙自盡之後還俗繼任宗滴系家主，敦賀郡司，中務大輔。
1570年，織田信長對越前國發動侵攻時不敵而受降，率領一族隱遁永平寺，於同年9月28日辭世。